# Macromitrium orthophyllum
Macromitrium orthophyllum är en bladmossart som beskrevs av Mitten 1859. Macromitrium orthophyllum ingår i släktet Macromitrium och familjen Orthotrichaceae. Inga underarter finns listade i Catalogue of Life.